# دی‌متیل‌آمیدوفسفریک دی‌سیانید
دی‌متیل‌آمیدوفسفریک دی‌سیانید (به انگلیسی: Dimethylamidophosphoric dicyanide) یک ترکیب شیمیایی با شناسه پاب‌کم ۱۲۶۷۳ است. 